# Karnal (filme)
Karnal é um filme de drama filipino de 1983 dirigido e escrito por Marilou Diaz-Abaya, Ricardo Lee e Teresita Añover Rodriguez. Foi selecionado como representante das Filipinas à edição do Oscar 1984, organizada pela Academia de Artes e Ciências Cinematográficas.

## Elenco
- Charito Solis
- Phillip Salvador - Narcing
- Vic Silayan - Gusting
- Cecille Castillo - Puring
- Joel Torre - Goryo
- Grace Amilbangsa - Doray
- Pen Medina - Menardo
- Joonee Gamboa - Pekto
- Rolando Tinio - Bino